# Zygmunt Florian Dziembowski
Zygmunt Florian Dziembowski herbu Pomian (ur. 5 października 1858 w Goraninie, zm. 20 lipca 1918 w Poznaniu) – prawnik, adwokat, poseł do Reichstagu Cesarstwa Niemieckiego w latach 1889–1903 oraz 1907-1912.

## Życiorys
Syn adwokata Władysława Andrzeja Dziembowskiego i Heleny Róży Łaszczyńskiej. Po maturze, którą zdał w 1875 w Gimnazjum św. Marii Magdaleny w Poznaniu, studiował w latach 1876–1879 prawo we Wrocławiu. Doktoryzował się w Getyndze uzyskując w 1880 tytuł doktora prawa. Następnie pracował w Wyższym Sądzie Krajowym w Poznaniu jako aplikant i adwokat. W licznych procesach politycznych przeciwko Polakom był ich obrońcą między innymi w procesie po strajku szkolnym we Wrześni z 1901 roku. Od 1889 roku pełnił funkcję radnego miejskiego w Poznaniu. W okresie od kwietnia 1889 roku do czerwca 1903 kilkukrotnie uzyskał mandat posła z okręgu wyborczego Września-Pleszew do Koła Polskiego w Reichstagu, zdobywając od 79% do 82% głosów, w styczniu 1907 roku zdobył 66,56% głosów z okręgu Inowrocław-Strzelno-Mogilno. Zasiadał w wielu komisjach: ds. sądów przemysłowych, kodeksu postępowania karnego, lichwy, odszkodowań za nieuzasadniony pobyt w areszcie, sądownictwa, kodeksu karnego, przymusowych licytacji, ustaw w zakresie prawa bankowego. Od 1915 tłumacz, radca prawny niemieckiego zarządu cywilnego w Warszawie. Pochowany został w Mogilnie.